# Молодёжный парламент при Государственной думе
Общественная молодёжная палата (Молодёжный парламент) при Государственной Думе Федерального Собрания Российской Федерации (неофиц. сокр. Молодёжный парламент при Государственной Думе, МП ГД, МП РФ) — совещательный и консультативный орган при Государственной Думе Российской Федерации, осуществляющий свою деятельность на общественных началах. Общее руководство деятельностью Молодёжного парламента осуществляет Председатель Государственной Думы, который является почётным председателем Молодёжного парламента.

## История
В 1992 году Совет Европы принял Европейскую хартию об участии молодёжи в жизни муниципальных и региональных образований, адресованную в том числе и России, вступившей в Совет в 1996 году. Согласно разделу II Хартии, с целью успешного проведения молодёжной политики, муниципалитеты и другие территориальные образования обязуются «создать институты, оптимально отвечающие потребностям участия молодёжи в решениях и дискуссиях по касающимся её вопросам». Такие институты позволяют молодым гражданам стать партнёрами органов государственной власти в проведении молодёжной политики.
Решением Государственной Думы от 4 июля 2001 № 1742-III ГД была создана Общественная молодёжная палата при Государственной Думе Федерального Собрания РФ (в 2011 году переименована в Молодёжный парламент), начавшая свою работу 28 октября 2002 года. Палата формируется из представителей молодёжных парламентских и региональных общественных структур и призвана стать дискуссионной площадкой для обсуждения актуальных вопросов и выработки согласованных решений.
В первом заседании Общественной Молодежной Палаты приняли участие депутаты Государственной думы, члены Совета Федерации, представители органов законодательной и исполнительной власти 74 субъектов Российской Федерации, общероссийских и межрегиональных молодёжных общественных объединений и молодёжных парламентов. Итогом заседания стало избрание руководящих и рабочих органов, принятие регламента и положения о комиссиях, формирование состава девяти комиссий, утверждение плана работы.

## Цели и задачи
Молодёжный парламент создан постановлением «Об Общественной молодёжной палате (Молодёжном парламенте) при Государственной Думе Федерального Собрания Российской Федерации» от 22 марта 2011 года N 4987-5 для изучения проблем молодёжи в Российской Федерации, своевременного реагирования на них органов государственной власти, содействия деятельности Государственной думы в области законодательного регулирования прав и законных интересов молодёжи, подготовки рекомендаций по решению вопросов молодёжи в Российской Федерации.
Задачами Молодёжного парламента при Государственной Думе исходя из постановления являются:
- выработка рекомендаций и подготовка предложений, направленных на совершенствование законодательства в сфере обеспечения защиты прав и законных интересов молодёжи, и направление их в соответствующие комитеты Государственной Думы;
- проведение анализа законопроектов, находящихся на рассмотрении в Государственной Думе, и направление результатов в соответствующие комитеты Государственной Думы;
- приобщение молодёжи к парламентской деятельности;
- формирование правовой и политической культуры молодёжи;
- содействие патриотическому воспитанию молодёжи и формированию нравственных ориентиров;
- участие в парламентских слушаниях, круглых столах и других мероприятиях, проводимых в Государственной Думе;
- содействие развитию системы молодёжного парламентаризма в Российской Федерации.

## Порядок формирования
Молодёжный парламент собирается на три года и состоит из представителей молодёжных парламентов при законодательных (представительных) органах государственной власти субъектов Российской Федерации, избранных по одному лицу в возрасте от 18 до 30 лет на своих заседаниях большинством голосов от общего числа членов соответствующих молодёжных парламентов. При этом исключается одновременное участие в Молодёжном парламенте при Государственной Думе и в составе постоянно действующего молодёжного совещательного органа на федеральном уровне.
Включение представителей молодёжных парламентов при законодательных (представительных) органах государственной власти субъектов Российской Федерации в состав Молодёжного парламента при Государственной Думе осуществляется на основании выписок из протоколов заседаний соответствующих молодёжных парламентов, которые заверяются руководителями законодательных (представительных) органов государственной власти субъектов Российской Федерации при которых созданы молодёжные парламенты.
Председатель МП РФ избирается из состава Молодёжного парламента самими молодёжными парламентариями.

## Структура

### Аппарат Молодёжного парламента
Аппарат МП ГД — постоянно действующий орган, осуществляющий правовое, организационное, документационное, аналитическое, информационное, финансовое, материально-техническое обеспечение деятельности членов, Совета, комитетов и комиссий, председателя, его заместителей, руководителя и работников аппарата.
Руководители Аппарата
- 2021 — 2023 Юрманова, Полина Андреевна

### Председатели Молодёжного парламента
- 2001 — 2005 Буратаева, Александра Манджиевна[8]
- 2009 — 2010 Виктория Черкесова[9]
- 2010 — 2011 Журова, Светлана Сергеевна[10]
- 2011 — 2012 Храмушин, Виталий Владимирович[7]
- 2012 — 2017 Кувшинова, Наталья Сергеевна[11]
- 2017 — 2021 Воропаева, Мария Александровна[12]
- 2021 — 2023 Шатунов, Дмитрий Александрович[13]
- 2023 — н.в. Николаев, Артём Дмитриевич[14]

### Заместители председателя Молодёжного парламента
- Миронова, Алёна Андреевна — заместитель председателя по законотворчеству
- Шестакова, Дарья Андреевна — заместитель председателя по взаимодействию с органами государственной власти
- Матюшенков, Дмитрий Михайлович — заместитель председателя по проектной деятельности
- Пьяных, Дмитрий Сергеевич — заместитель председателя по развитию молодёжного парламентаризма
- Касауров, Александр Сергеевич — заместитель председателя по вопросам патриотического воспитания и развитию новых субъектов РФ
- Сорокин, Александр Сергеевич — заместитель председателя по взаимодействию с институтами гражданского общества
- Сиразетдинов Никита Вадимович — заместитель председателя по информационной политике и связи с общественностью
- Фисунова, Ангелина Николаевна — заместитель председателя по работе с молодёжными организациями[15]

### Члены Молодёжного парламента
18 сентября 2023 года начал работу новый созыв общей численностью 292 человек, из которых:
- 89 региональных депутатов — по одному от парламентов каждого субъекта РФ;
- 89 муниципальных депутатов — по одному от региона;
- 89 студентов от органов студенческого самоуправления региональных вузов.[14]

В работе Молодёжного парламента при Государственной Думе могут принимать участие депутаты Государственной Думы Федерального Собрания Российской Федерации, члены Совета Федерации Федерального Собрания Российской Федерации, представители федеральных органов исполнительной власти.

## Законодательные инициативы
Молодёжный парламент действует по двум направлениям — законотворческому и проектному. По законотворческому направлению МП РФ работает со всеми профильными комитетами Государственной Думы.
В мае 2018 года на совместном заседании Молодёжного парламента и Палаты молодых законодателей при Совете Федерации, в рамках которого состоятся круглый стол по господдержке молодых семей, было предложено разработать федеральную программу строительства молодёжных жилищных комплексов (МЖК), предусматривающую льготное кредитования с возможностью возмещения части затрат на уплату процентной ставки. В этом же году Молодёжный парламент выступил с инициативой учреждения новой площадки — Международного конгресса молодёжных парламентов, объединившей молодых депутатов, членов молодёжных парламентов и представителей политических партий зарубежных стран. Мероприятие состоялось в Москве с 18 по 20 октября 2018 года.
В январе 2020 года Молодёжный парламент предложил ввести понятие «молодой учёный»  в Федеральном законе «О науке и государственной научно-технической политике», определив его как аспиранты, преподаватели, исследователи и кандидаты наук в возрасте до 35 лет или доктора наук в возрасте до 40 лет. В декабре 2020 года Комитет Государственной думы по физической культуре, спорту, туризму и делам молодёжи поддержал предложение Молодёжного парламента о развитии межрегионального студенческого туризма, которое в качестве госпрограммы вступило в действие с 2022 года.
В апреле 2021 года на рабочей встрече Экспертного совета по предпринимательству Молодёжного парламента было предложено законодательно закрепить статус молодого предпринимателя с предоставлением им соответствующих мер поддержки и внести изменения в Федеральный закон «О защите прав потребителей» № 2300-I 07.02.1992 в части правил возврата и обмена технически сложных товаров.
27 октября 2021 года вице-спикер Государственной Думы Анна Кузнецова и представители Молодёжного парламента Мария Воропаева, Дмитрий Шатунов и Алексей Кулинич обсудили инициативы о создании для молодых мам возможности повысить квалификацию в период отпуска по уходу за ребёнком за счёт действующих государственных программ, о мерах поддержки студенческих семей с детьми и участии молодёжи в сборе предложений по совершенствованию мер жилищной поддержки молодых семей.
6 апреля 2022 года в Государственной Думе состоялось пленарное заседание Молодёжного парламента, в котором приняли участие 276 представителей молодёжных парламентов регионов, молодых депутатов, студентов, представителей экспертных советов МП РФ. В ходе заседания обсуждались инициативы по социализации трудных подростков, поддержке молодых специалистов на Дальнем Востоке, решение для молодых семей жилищного вопроса, развитие добровольчества, поддержка детей-сирот, прав студенчества. В качестве отдельного приоритета было выделено обновление Федерального закона «О молодёжной политике Российской Федерации» и проведение публичных обсуждений по вносимым в него изменениям.

## Экспертные советы
В составе Молодёжного парламента на ежегодной основе работают совещательные и консультативные органы из представителей профильных сфер по десяти направлениям:
- законотворчество,
- информационная политика и информационные технологии,
- культура,
- международные отношения,
- образование, наука и патриотическое воспитание,
- предпринимательство,
- здравоохранение,
- цифровая экономика, технологии и инновации,
- физическая культура и спорт,
- туризм.

Экспертные советы объединяют сообщества предпринимателей, юристов, деятелей культуры, образования и науки, блогеров и журналистов, госслужащих, правозащитников, и содействуют деятельности Молодёжного парламента в области выработки законодательных предложений и формирования законотворческой повестки.
Совет по предпринимательству под председательством Алексея Игоревича Кулинича действует с 2019 года и состоит из представителей бизнеса, общественных деятелей, добровольцев, молодых политиков и депутатов, сотрудников федеральных органов исполнительной власти .

## Международная деятельность
В октябре 2018 года Молодёжный парламент принял участие в Первом международном конгрессе молодёжных парламентов, собравшем представителей 32-х иностранных государств.  В церемонии открытия приняли участие председатель думского комитета по физической культуре, спорту, туризму и делам молодежи Михаил Дегтярев, лидер ЛДПР Владимир Жириновский, председатель Молодёжного парламента при Госдуме Мария Воропаева, депутаты и участники зарубежных делегаций.
Молодёжный парламент поддерживает тесные связи с Молодёжными парламентами Союза Беларуси и России.

## Известные политики в составе Молодёжного парламента
В разное время в состав Молодёжного парламента при Государственной Думе входили:
- губернатор Псковской области Ведерников Михаил Юрьевич[29]
- депутат Государственной Думы Бондарь Оксана Андреевна[30]
- депутат Государственной Думы Кувшинова Наталья Сергеевна[31]
- первый заместитель председателя Комитета ГД по международным делам Журова Светлана Сергеевна[32]
- губернатор Хабаровского края Дегтярёв Михаил Владимирович